# Відкритий доступ (фільм)
«Відкритий доступ»  — документальний фільм-альманах. Події, зображені в альманасі, розгортаються після вступу в дію Закону України «Про доступ до публічної інформації», за ухвалення закону впродовж кількох років боролися громадські організації, журналісти та експерти.
«Відкритий доступ» — хроніки становлення громадянського суспільства, але також історії з життя самих героїв. Вони живуть у різних регіонах України, їх цінності та переконання різняться, вони не знайомі одне з одним, єдине, що їх об'єднує — активна громадянська позиція.
Фільм створено за ініціативи ГО «Центр UA» (Партнерство Новий Громадянин).

## Новели
Фільм-альманах складається з 5 новел:
- «Межигір'я» (автор — Володимир Тихий)
- «Афганець» (автор — Дмитро Коновалов)
- «Школа» (автор — Сергій Андрушко)
- «Дім з химерами» (автор — Жанна Довгич)
- «У кутку» (автор — Дмитро Тяжлов).

### «Межигір'я»
«Межигір'я» знов стало державною резиденцією, яку раніше було за корупційними схемами вкрадено у держави і зроблено приватною територією 4-го президента України, втікача у розшуку за масові вбивства мирних громадян Віктора Януковича.
Сергій Лещенко, журналіст інтернет-видання «Українська правда» декілька років веде розслідування, щоб з'ясувати, кому належить резиденція у Межигір'ї та на яких засадах там мешкає президент України. Завдання майже безнадійне, бо жоден із чиновників не йде на співпрацю. Втім новий закон «Про доступ до публічної інформації» нібито має принципово змінити ситуацію… Сергій Лещенко пише інформаційні запити, аби з'ясувати нові деталі про власників та мешканців «Межигір'я».

### «Афганець»
Ветеран афганської війни, інструктор в школі особистих охоронців і майстер бойових мистецтв виявився абсолютно безпомічним у цивільному житті. Геннадій Торкаченко зі своєю родиною (дружиною і двома малими дітьми) понад двадцять років стоїть у черзі на квартиру, на яку він має право як воїн-інтернаціоналіст.
Востаннє Геннадій перевіряв свою чергу на житло п'ять років тому. Тоді йому повідомили, що він посунувся до 116 місця. Але оскільки нове житло не будується, йому шукатимуть квартиру з обмінного фонду. Як і багато людей, що опинилися в подібній ситуації, Геннадій не знає своїх прав, не уявляє, куди звертатися і не розуміє, хто в змозі йому допомогти. Будучи людиною військовою, що звикла діяти, він не знає, що йому робити і тому не робить нічого.

### «Школа»
Містечко Ромодан на Полтавщині навпіл розділяють півтора десятка колій, якими проходять швидкісні потяги. З кожного боку залізниці є своя школа. Втім, влада вирішує одну закрити.
Батьки схвильовані — дітям доведеться ходити через залізничний переїзд. Починає діяти батьківський рух за збереження школи. Його очолює Олександр Коршак. Він надсилає десятки інформаційних запитів. Із відповідей випливає, що школу закривають через брак коштів. Тим часом громада села дізнається, що селищному голові купують новий службовий автомобіль. На річне утримання школи вистачає коштів менше, ніж вартість двох таких автомобілів…

### «Дім з химерами»
У самому центрі Києва, на вулиці Малій Житомирській, на межі зникнення опинилися кілька будівель, що становлять архітектурну, історичну й культурну цінність. Серед них і Садиба Мурашка, всесвітньовідомого українського художника.
Муніципальна влада продає будинки приватному власнику разом із мешканцями. Усі виселяються. Лише одна родина відмовляється переїздити на Троєщину, «спальну» околицю Києва — це родина Олександра Глухова, кандидата фізико-математичних наук, доцента Національного авіаційного університету.
Він не просто відмовляється від нерівноцінного обміну, а й розпочинає боротьбу за фізичне існування пам'яток на Малій Житомирській.

### «У кутку»
Мешканці села Панасівка на Полтавщині — а це переважно люди похилого віку — не мають громадського транспорту вже п'ять років. Їздять хіба що на підводі чи конях, не можуть вчасно купити ліки та хліб, отримати медичну допомогу.
Зоя Іванівна Шульга — мешканка цього села, вирішує подати інформаційний запит, щоб дізнатися від влади, чому скасовано рейсовий автобус до їхнього села. Реакцією влади на інформаційний запит є підписання нового договору зі «старим» перевізником, який роками не виконував умови попередньої угоди, позбавивши мешканців транспортного сполучення. Це не зупиняє Зою Іванівну і вона продовжує писати запити та звернення. Чи ходитиме врешті автобус до її села? Як вижити в населеному пункті, що перебуває на межі зникнення, як переконати себе та зневірених односельців діяти?

## Історія показів
Світова прем'єра альманаху відбулась в березні 2013 року на Міжнародному фестивалі з прав людини Docudays UA в Києві. Новелу «У кутку» Дмитра Тяжлова було відібрано до програми міжнародного фестивалю у Лейпцигу і номіновано на спеціальний приз Filmpreis Leipziger Ring, яким нагороджують найкращий документальний фільм, присвячений темі демократії.
Упродовж року «Відкритий доступ» було показано в понад 20 містах України: Вінниці, Донецьку, Житомирі, Запоріжжі, Івано-Франківську, Ізюмі, Києві, Миколаєві, Одесі, Львові та Львівської області, Полтаві, Тернополі, Севастополі, Сімферополі, Кременчуці, Умані, Броварах, Феодосії, Харкові, Черкасах, Чернівцях, Рівному, Трускавці, Дрогобичі, Сумах, Краматорську, а також у Берліні.
В деяких містах невідомі перешкоджали показам. 27 вересня було зірвано показ у Києві. За фактом колективного хуліганства громадян у столичному кінотеатрі «Кінопанорама» під час показу альманаху «Відкритий доступ» порушено кримінальні провадження. Аналогічна ситуація відбулася 25 вересня, коли під час показу альманаху «Відкритий доступ» у Черкасах у приміщенні зникло світло. Проте коли організатори підключили генератор і продовжили захід, до будівлі приїхали представники МВС, пожежники та сапери, які заявили, що у приміщенні закладена вибухівка. Навесні під час першого показу альманаху у Донецьку та Севастополі відімкнули світло. У Сімферополі під двері приміщення, в якому відбувався показ альманаху, кинули димову шашку і глядачів евакуювали. В Миколаєві показ альманаху намагалися зірвати двічі, зокрема, працівники МНС заборонили проведення заходу через нібито несправний електрощит. Зірвати показ намагалися і в Одесі. У Броварах місцева влада перешкоджала показу фільму, запровадивши ремонтні роботи в парку та заборонивши проводити захід «з метою збереження громадського спокою».
Перед показом у Берліні активістку, яка подорожувала на проведення заходу, затримали для додаткового митного контролю в аеропорту Бориспіль та без дозволу скопіювали альманах з її персонального диска, чим порушили право інтелектуальної власності. У Трускавці перед початком показу в будівлі вимкнули світло, а після того, як організатори підключились до зовнішнього носія електроенергії, надійшов анонімний дзвінок про мінування зали. У Сумах організаторам показу було відмовлено в приміщені, а потім їх звинуватили в нападі на офіс місцевого осередку «Партії регіонів». У Донецьку під час другого показу невідомий розлив отруйну речовину. У Краматорську організаторам двічі скасовували оренду залів.
З 15 лютого 2014 року фільм розміщений для перегляду онлайн — https://www.youtube.com/watch?v=jLleEM0ivh8 [Архівовано 21 березня 2014 у Wayback Machine.] 

## Над альманахом працювали
- Ідея: Світлана Заліщук

- Продюсер: Аксиня Куріна

- Редактор: Сергій Андрушко

### Межигір'я
За участі Сергія Лещенко, Мустафи Найєма, та інших журналістів руху «Стоп цензуре!».
- Режисер: Володимир Тихий
- Оператори: Іван Тимченко, Іван Козлов

- Монтаж: Олександр Чечиков, Павло Осадчий
- Композитор: Ігор Мельничук

### Афганець
за участі Геннадія Торкаченка
- Режисер і оператор: Дмитро Коновалов
- Монтаж: Дмитро Коновалов, Вадим Гребінник
- Звукорежисер: Михайло Петренко

### Школа
За участі Олександра Коршака, Сергія Сивакова, та інших мешканців селища Ромодан
- Режисер: Сергій Андрушко
- Оператори: В'ячеслав Цвєтков
- Монтаж: Олександр Чечиков, Павло Осадчий
- Звукорежисер: Карім Фадл Насер
- Композитор: Ігор Мельничук

### Дім з химерами
За участі Олександра Глухова
- Режисер: Жанна Довгич
- Оператор: Дмитро Санніков
- Монтаж: Денис Мізюк
- Звукорежисер: Михайло Перенко
- Композитор: Ігор Мельничук

### У кутку
За участі Зої Шульгі та інших мешканців села Панасівка
- Режисер і оператор: Дмитро Тяжлов
- Монтаж: Дмитро Тяжлов
- Звукорежисер: Карім Фадл Насер